# Bob Akin
Robert Macomber "Bob" Akin, III, né le 6 mars 1936 à North Tarrytown NY. et décédé le 29 avril 2002 sur le circuit de Road Atlanta à 66 ans, est un pilote automobile américain sur circuits à bord de voitures de sport type Grand Tourisme essentiellement. Il fut aussi journaliste sportif, commentateur télévisé, et un homme d'affaires avisé.

## Biographie

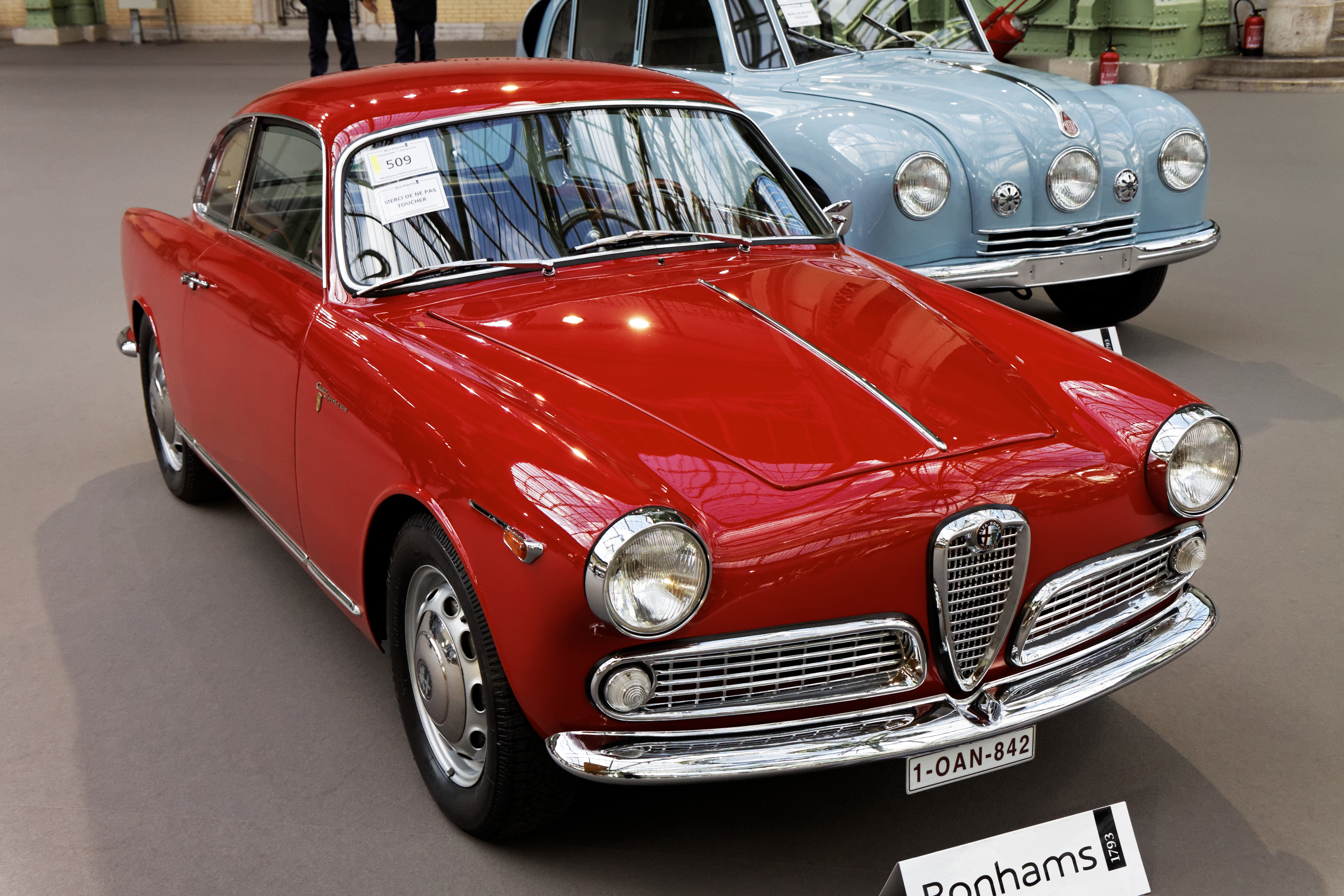
Exemple d'Alfa Romeo Giulietta Sprint Veloce.

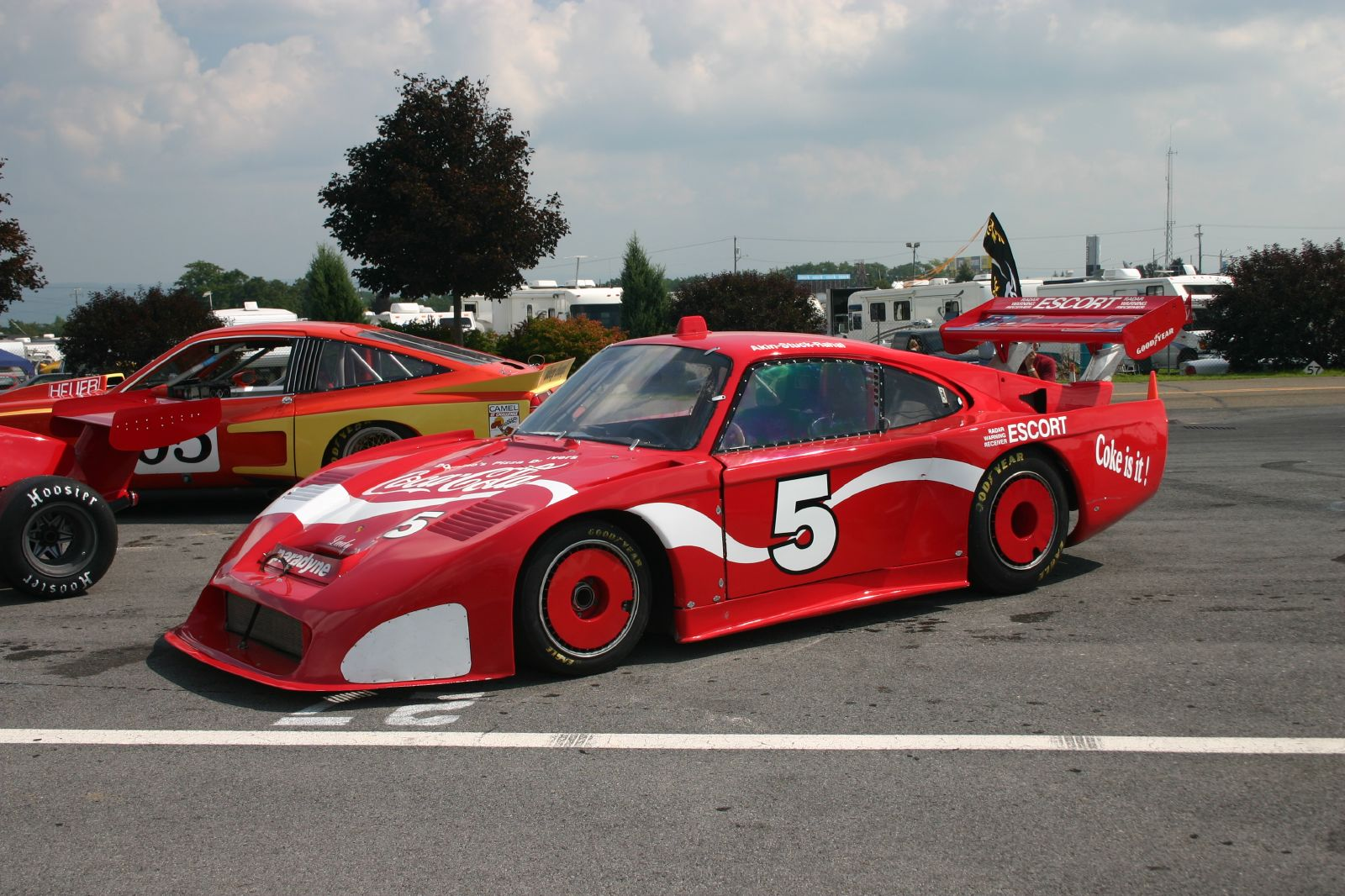
La Porsche 935 "Aiken" de Bob Akin, utilisée dans le championnat IMSA GT de 1984.

Bob Akin naît le 6 mars 1936 à North Tarrytown, New York, et grandit à Sleepy Hollow Manor. Il fait ses études à la Hackley School de Tarrytown et a ensuite siégé à son conseil d'administration pendant 30 ans et en tant que président de 1980 à 1990. À l'Université Columbia, il a obtient un baccalauréat en ingénierie et une maîtrise en administration des affaires.
Il débute les sports mécaniques sur hors-bords et en dragsters durant l'année 1957, puis il évolue en voitures de sport sur routes de 1959 -à 23 ans- jusqu'à 1961, avant d'être appelé aux affaires familiales. Il remporte ainsi sa première victoire SCCA amateur à Bridgehampton, sur Alfa Romeo Giulietta Veloce spider dès sa troisième course. Il se retire après quelques apparitions sur Ferrari 500 TRC.
Il revient en courses de 1973 à 1975 sur des voitures de collection (Lotus 11 et surtout Cooper T61 Monaco), mais sa carrière en sport automobile prend véritablement son essor de 1978 (Porsche RSR Carrera) à 1987, avant de s'arrêter en 1991 (pour revenir alors aux courses vintage, de voitures historiques).
Akin remporte les 12 Heures de Sebring à deux reprises, en 1979 sur Porsche 935 du Dick Barbour Racing et en 1986 avec Hans-Joachim Stuck et Jo Gartner sur l'une de ses propres Porsche 962 (il est encore deuxième de l'épreuve en 1983), et il se classe aussi deux fois deuxième des 24 Heures de Daytona, en 1981 et 1982 sur une 935 de son équipe avec Siebert et Derek Bell (ainsi que quatrième en 1985). Il participe dix fois consécutivement à chacune de ces deux épreuves-phares de l'endurance automobile américaine, de 1978 à 1987, obtenant en outre sept classements dans les six premiers à Sebring. Ses autres podiums d'importance s'obtiennent lors des 6 Heures de Watkins Glen en 1979 (3e, avec victoire de catégorie), et de la finale du Championnat IMSA GT de Daytona en 1983 (2e).
Il fonde sa propre écurie en 1981, le Bob Akin Motor Racing, et termine personnellement troisième du Championnat IMSA GT en 1983, sur 965 K3. Il remporte encore le championnat IMSA « World Endurance » GT series en 1986, et il finit huitième du Championnat du monde des voitures de sport 1981 (derrière son équipier Derek Bell). Il devient président un temps du Road Racing Drivers Club.
Pour la dernière de ses six participations aux 24 Heures du Mans entre 1978 et 1984, il se classe quatrième de l'épreuve associé alors à l'allemand Leopold von Bayern et au suisse Walter Brun, propriétaire de la voiture (une Porsche 956 B).
Akin passe une quarantaine d'années au sein de la compagnie Hudson Wire Company d'Ossining, N.Y., fondée en 1901 par son grand-père. Il en devient Président de 1974 à 1995, date de sa retraite. En 1989, cette société domine le marché mondial du câblage aéronautique lorsqu'elle est vendue à la Phelps Dodge Corporation. À partir de 1995, Bob Akin Motorsports se spécialise dans la restoration et la préparation de voitures historiques (la société s'appelle désormais Hudson Historics).
Il est très grièvement blessé en testant une Nissan GTP ZX à double turbo V6 de 900CV: le cou fracturé et brûlé au troisième degré sur 15% de son corps, il décède au Grady Memorial Hospital.
En 2003, le Road Racing Drivers Club (RRDC) a créé le Bob Akin Memorial Motorsports Award dont le premier lauréat fut Sam Posey.